# Тхембисиле Хани (местный муниципалитет)
Тхембисиле Хани (Thembisile Hani) — местный муниципалитет в районе Нкангала провинции Мпумаланга (ЮАР). Состоит из 57 деревень. Назван в честь генерального секретаря коммунистической партии ЮАР Мартина Тхембисиле Хани, убитого 10 апреля 1983 года.